# Cephalodella arcuata
Cephalodella arcuata är en hjuldjursart som beskrevs av Wulfert 1937. Cephalodella arcuata ingår i släktet Cephalodella och familjen Notommatidae. Artens utbredningsområde är Palearktis. Arten är reproducerande i Sverige. Inga underarter finns listade i Catalogue of Life.